# Bariba
I Bariba sono un gruppo etnico dell'Africa occidentale. Risiedono primariamente nel Benin nordorientale (dipartimenti di Borgou e Alibori) e nella Nigeria occidentale (Stati di Kwara e Niger), nella regione storica del Borgu. Parlano la lingua bariba o baatɔnum, appartenente al gruppo delle lingue gur, e si autodefiniscono Baatonu (Baatombu al plurale).
I Bariba si stabilirono nella regione attuale intorno al XIV secolo. Alla fine del XVIII secolo divennero indipendenti dagli Yoruba di Oyo e formarono diversi regni nella regione di Borgu, i più importanti dei quali furono i regni di Bussa, Illo e Nikki. La colonizzazione del Benin (allora Dahomey) da parte dei francesi alla fine del XIX secolo e l'imposizione di un confine artificiale anglo-francese posero fine al commercio Bariba nella regione.
L'agricoltura è l'occupazione dominante. Coltivano mais, sorgo, riso, cotone, manioca, patate dolci, fagioli, olio di palma, arachidi, e allevano pollame e altro bestiame. La religione gioca un ruolo importante nella cultura bariba, e sono principalmente islamici. Tuttavia, un certo numero di comunità hanno mantenuto le proprie credenze indigene.
Uno dei loro festival più noti è il festival annuale di Gaani, in cui spiccano le gare di equitazione.